# Bonsái

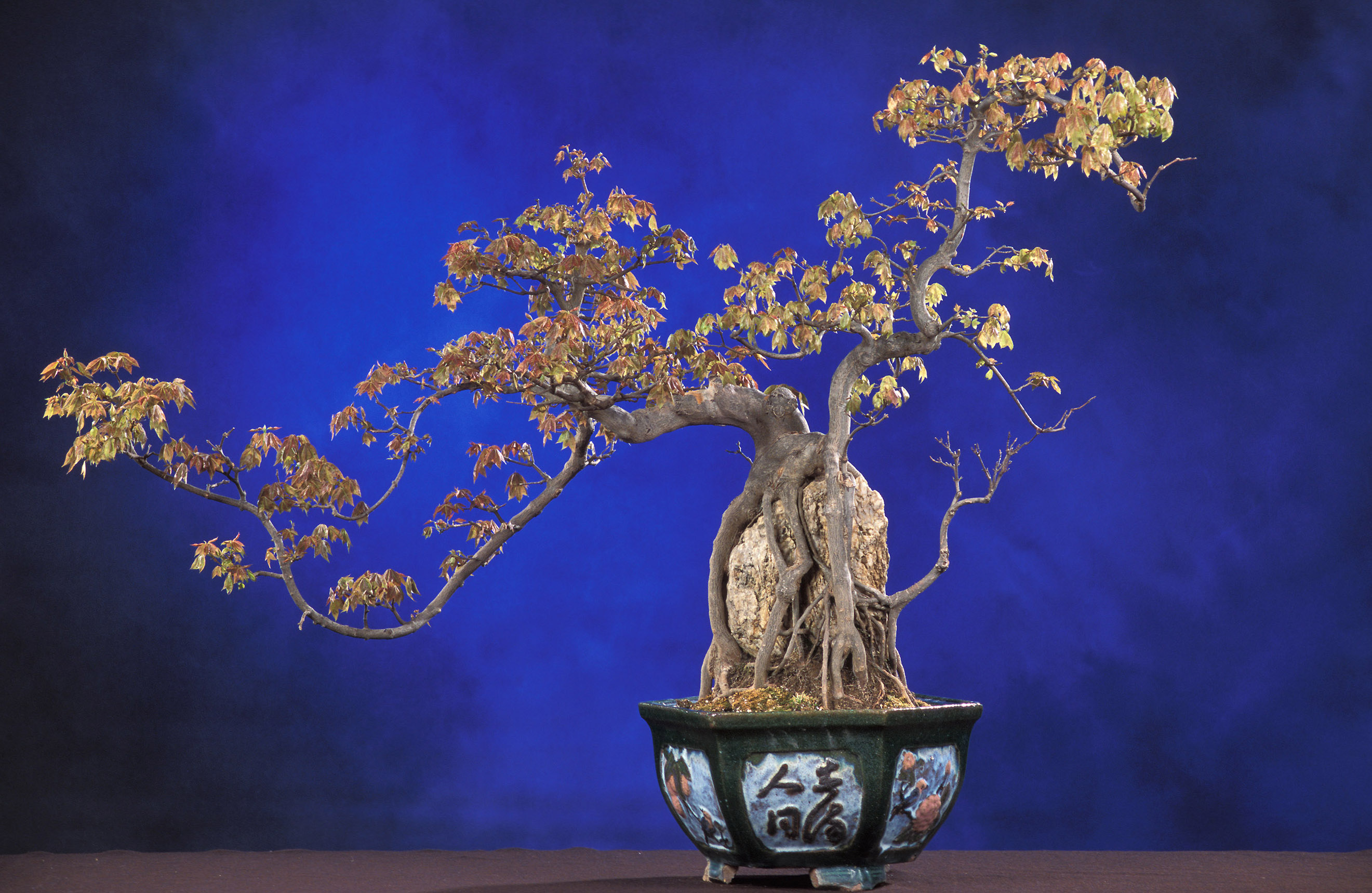
Arce tridente (Acer buergerianum).

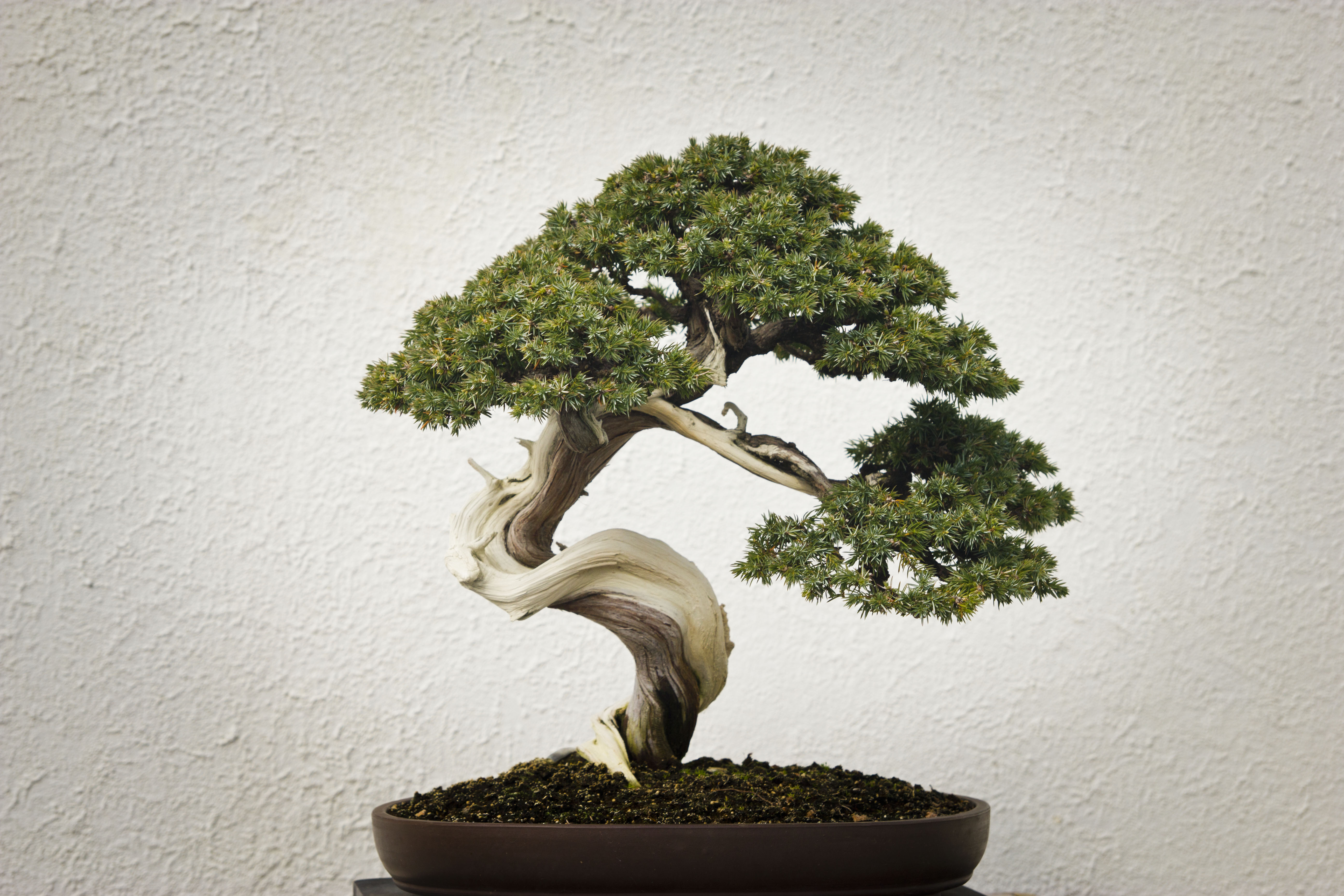
Un bonsái de estilo Moyogi

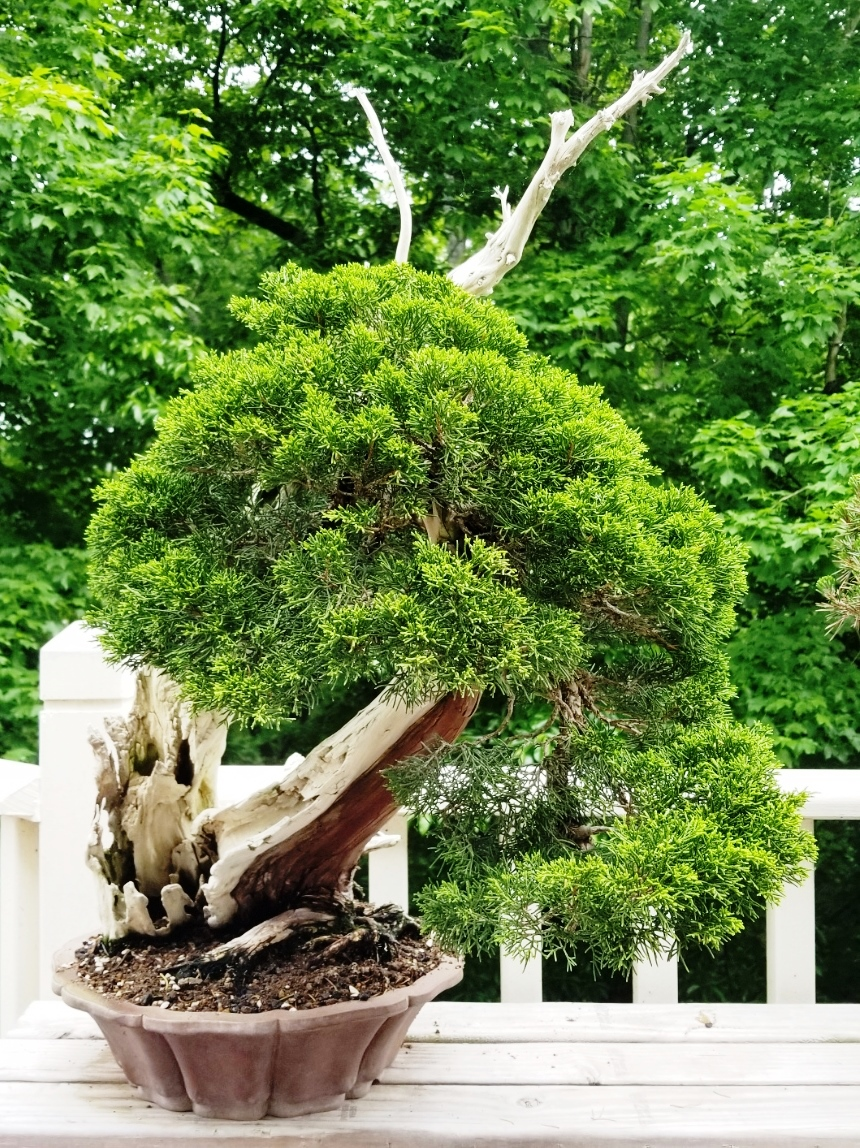
Enebro. Ejemplar muy refinado de Juniperus occidentalis injertado con Juniperus chinensis var. sargentii (Itoigawa). Este bonsái tiene una edad estimada de entre ciento cincuenta y doscientos cincuenta años. En el tronco del árbol se observa tanto la vena viva como madera muerta, impartiendo al bonsái una imagen de longevidad y de haber soportado unas duras condiciones climáticas.

Bonsái  (盆栽 bonsái?) es una palabra de origen japonés que significa literalmente bon = "bandeja" + sai = "árbol"   (aunque etimológicamente procede del término chino 盆栽, penzai, que significa pén = "cuenco" + zāi = "planta") y consiste en el arte de cultivar árboles y plantas, normalmente arbustos, controlando su tamaño para que permanezcan de un tamaño muy inferior al natural, mediante técnicas, como el trasplante, la poda, el alambrado, el pinzado, etcétera, y modelando su forma para crear un estilo que recuerda una escena de la naturaleza. Es indisociable de la maceta, ya que el bonsái se entiende como el conjunto que conforman árbol y maceta. 

## Origen

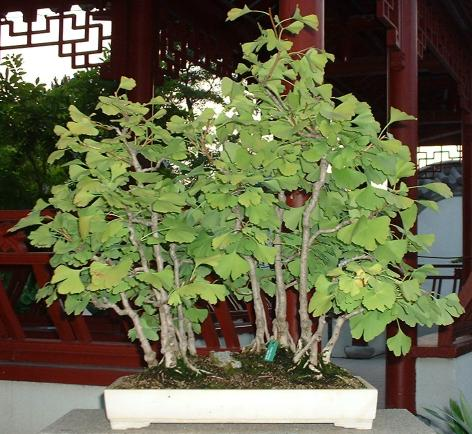
Bosque de Ginkgo en el Jardín Botánico de Montreal.

El arte del bonsái se originó en China hace unos dos mil años, en donde se conoce como Penjing, como objeto de culto para los monjes taoístas. Para ellos era símbolo de eternidad, el árbol representaba un puente entre lo divino y lo humano, el cielo y la tierra. 
Durante siglos la posesión y el cuidado de los bonsáis estuvo ligado a los nobles y a las personas de la alta sociedad. Según la tradición, aquellos que podían conservar un árbol en maceta tenían asegurada la eternidad. Así fue como los monjes disponían los árboles pequeños en vasijas a lo largo de las escaleras de los templos y hasta eran fuente de culto. 

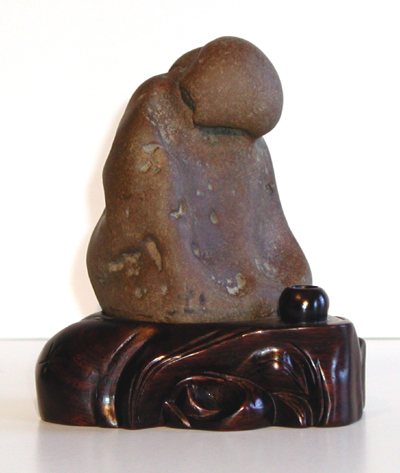
Sugata-ishi (Suiseki con forma humana). Complemento utilizado en las exposiciones de bonsái.

En el sur de China, este arte consistía en transmitir todas las características de un árbol desarrollado en la naturaleza a un árbol pequeño cultivado en maceta. Se buscaba reproducir estos árboles según los existentes en las altas montañas por lo cual utilizaban solo especies que existían en los montes y que ya poseían formas especiales en su intensa lucha contra las adversidades climáticas.
Fue llevado a Japón hace unos 800 años, donde se interpretó desde la concepción Zen de "belleza de una austera severidad", lo que  llevó a los paisajes miniaturizados en maceta, nativos de China, a ser condensados en árboles únicos e ideales que representaban el universo.

## Diseño
Un bonsái no es una planta genéticamente empequeñecida, sino que se mantiene pequeña dándole forma, podando el tronco, las hojas y las raíces cada cierto tiempo, dependiendo de la especie. Si se cultiva adecuadamente, sobrevivirá el mismo tiempo que un árbol normal de la misma especie, pero si se hace de forma incorrecta, probablemente morirá.
En general, cualquier especie arbórea o arbustiva puede ser cultivada como bonsái, pero las más apreciadas por los aficionados son aquellas que poseen las hojas pequeñas de forma natural y además son resistentes al cultivo en maceta, como por ejemplo, las especies de los géneros: Acer (arce), Pinus (pino silvestre), Ulmus (olmo), Rhododendron (azalea), Ficus (higuera), Olea (olivo), Juniperus (enebro), Pyracantha (espino de fuego), etc.
El árbol tiene que ir en consonancia con la maceta. Así, un árbol que tenga ya mucha edad debería ir en una maceta que también tenga una presencia y porte correspondiente. Asimismo, a determinadas especies o estilos se le corresponden normalmente unos determinados tipos de macetas, como por ejemplo, una conífera irá normalmente en una maceta sin esmaltar y un arce irá en una maceta normalmente ovalada y baja, amplia y esmaltada. 
Un bonsái suele exponerse en un tokonoma acompañado de un cartel (kakemono) y una planta de acento (shitakusa) o un suiseki (piedra-paisaje japonesa), aunque en este caso lo apropiado sería denominar a esta piedra como tenseki, ya que solo se trata de piedras que representan la estación del año (invierno, primavera, verano u otoño) con relación al bonsái y no necesariamente tienen las características propias de un suiseki. En el caso de árboles caducifolios se suelen exponer cuando han quedado desnudos de hojas, para que se pueda apreciar la perfección de la ramificación.
El bonsái tiene un frente visual, y la escuela tradicional japonesa de diseño se basa en una serie de conceptos que deben seguirse para conseguir la perfección estética:
- Conicidad del tronco: siempre será más ancho en su base que en la parte superior. 
- Triangularidad: el conjunto de las ramas y hojas deben tener un perfil triangular desde el frente, pero también lateralmente e incluso vistos desde arriba. Esta forma triangular se mantiene incluso en composiciones de varios árboles, donde cada uno debe disponer de su propia triangularidad y todas entre sí, en conjunto, deben mantener este perfil triangular.
- Ramas: deben estar situadas en los exteriores de las curvas del tronco, de forma alternante (se debe evitar que dos ramas salgan del mismo punto), y siendo más gruesas las más cercanas al suelo que las situadas más arriba del tronco. La distancia entre ramas también disminuye conforme se asciende por el tronco.
Lo que se busca con el diseño del bonsái es aparentar mayor vejez en el árbol de la que tiene realmente. Así, el ápice (atama) suele ser achatado, tal como presentan los árboles muy maduros. También se busca que las raíces, en su zona más cercana al tronco (nebari), formen un sistema radicular visible.  

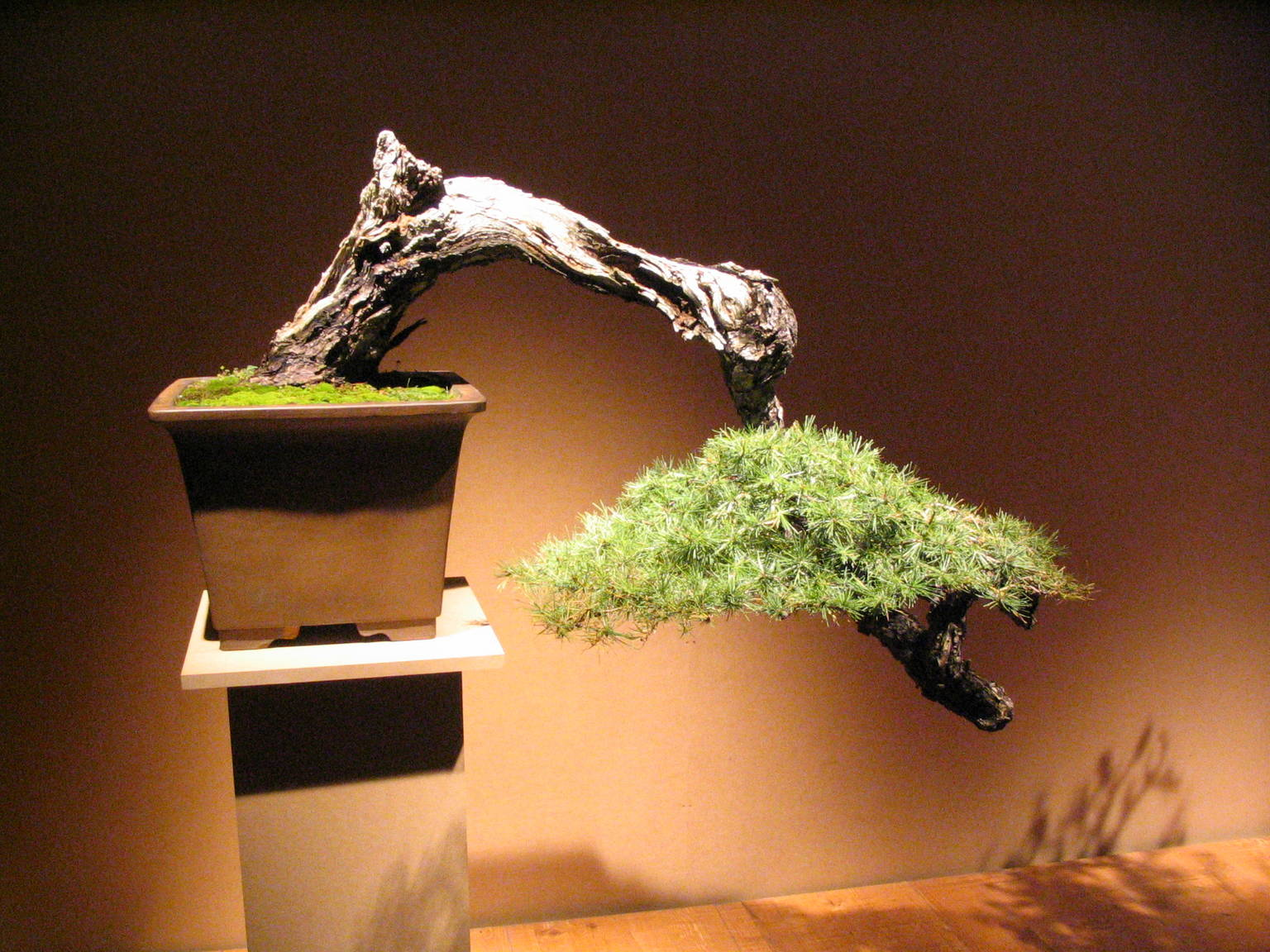
Bonsái en estilo cascada

Actualmente existen otras escuelas de diseño, como la europea, en donde estas reglas tradicionales varían algo.

## Cultivo
Hay que cultivarlos en el exterior durante todo el año. No obstante, en el caso de las especies tropicales y subtropicales, estos han de protegerse de las temperaturas bajas durante la época más fría, protegiéndolos en un invernadero frío muy bien iluminado. En todo caso, si no disponemos de un invernadero frío y se cultiva en el interior de casa, el bonsái debe estar lejos de fuentes de calor, junto a una ventana muy luminosa y solo durante la época fría del año (otoño/invierno). 

### Riego
Se ha de regar cuando la superficie de la tierra comienza a secarse y de forma abundante, es decir, hasta que salga por el drenaje. Esto suele suceder dependiendo de muchos factores (época del año, clima de la zona, actividad del árbol, situación, etc.) y, por tanto, el riego puede ser necesario varias veces al día en verano o cada dos o tres días en invierno.
Se debe emplear una regadera de agujeros finos, para así aportar más oxígeno, evitar degradar el sustrato y no alterar su granulometría ni el drenaje del mismo. La primera vez, se riega para humedecer la tierra por encima y una segunda vez al cabo de unos minutos, a fondo, hasta que el agua salga por los agujeros de drenaje de la maceta, evitando el encharcamiento de la tierra. 
La mejor agua que se puede utilizar es la de lluvia, ya que es la que absorben las raíces de los árboles en su estado natural.
Al utilizar agua de uso corriente se recomienda dejarla reposar como mínimo 24 horas, ya que de este modo gran parte del cloro y demás elementos químicos nocivos quedan en el fondo del recipiente. También es recomendable el uso de agua con un pH de 6,5.
La pulverización de las hojas solo debe emplearse cuando se haya aplicado un tratamiento fungicida preventivo en primavera y otro en otoño, de lo contrario aparecerán los hongos, especialmente si el cultivo es en interior o invernadero.
Si la maceta está muy seca, o el agua no penetra bien en el suelo, es conveniente sumergir la maceta en agua y dejarla reposar unos minutos. No obstante, este sistema de riego solo se debe utilizar en caso de emergencia y nunca como un método habitual de riego.

### Abono
El más adecuado es el abono orgánico sólido (hechos con harinas, de soja, de sangre o huesos). Hay que abonar especialmente durante los períodos de crecimiento y formación de yemas (primavera y otoño). Si se usa fertilizante químico líquido se deberían seguir las instrucciones del fabricante, ya que si se utiliza en exceso se pueden quemar las raíces. En período de reposo vegetativo, es preciso dejar de abonar, salvo que su cultivo sea en interior. No se deben abonar plantas débiles o enfermas, ni durante los treinta días posteriores a un trasplante o poda.
Las plantas verdes necesitan tres tipos de nutrientes esenciales para florecer: nitrógeno, fósforo y potasio. Muchos abonos lo contienen en diversas proporciones y diferentes concentraciones.
En la lista de contenido donde las bolsas de fertilizantes se puede observar las iniciales N (nitrógeno), P (fósforo) y K (potasio) seguidas de tres números. Estos indican la relación entre los tres nutrientes y la fuerza relativa de los fertilizantes. El número mayor señala la concentración más alta de nutrientes. Por ejemplo, NPK 6:6:6 es un abono equilibrado de fuerza moderada, mientras que NPK 20:5:5 es un abono elevado en nitrógeno que se usa en el césped.
El paquete debe mostrar una lista detallada de disolución y tasa de aplicación. Es importante seguir estas instrucciones. Si se utiliza una dosis menor de la recomendada, la utilidad del fertilizante disminuye. Si se usa una dosis mayor, se podría llegar a «quemar las raíces», lo que perjudica al bonsái. En cualquier caso, es mejor usar una dosis inferior de la recomendada. Muchos fabricantes aconsejan aplicar la mitad de la dosis y usarla con más frecuencia que ocupar una dosis grande y con menor frecuencia.
Como complemento a los tres nutrientes básicos, las plantas necesitan añadir otros elementos macro y micronutrientes esenciales para que la planta crezca. Los suelos fértiles contienen pequeñas cantidades de tales elementos, pero los componentes inertes de muchos suelos de bonsáis no. Algunos abonos orgánicos proporcionan unos cuantos como magnesio, cinc y hierro, pero estos no son todos los que las plantas necesitan. Muchos abonos químicos contienen estos elementos, en cuyo caso deben figurar en la lista de contenido. Si se prefieren los nutrientes orgánicos, hay que buscar en los catálogos de los viveros para encontrar los aditivos específicos. Muchas personas suelen estar tentadas a utilizar compuestos o estiércol de granjas para abonar sus bonsáis, pero es solo recomendable para árboles bien enraizados, ya que para un árbol que inicia su proceso de enraizamiento o recién trasplantado, esto implicaría introducir agentes patógenos a un árbol confinado a un espacio tan pequeño. 

#### Nutrientes del suelo
- N, nitrógeno: El nitrógeno es responsable del desarrollo de los brotes y del follaje, y en definitiva, del crecimiento. Poco nitrógeno puede conducir al declive de la planta; las hojas se vuelven pequeñas, deformes y con aspecto desvaído. Si no hay nitrógeno en el sustrato, la planta morirá  en pocos meses. Demasiado nitrógeno, en cambio, podría resultar en un crecimiento desmedido, con grandes hojas y brotes hinchados de agua lo que, en consecuencia, los hará muy quebradizos y delicados.
- K, potasio: Este elemento es el más importante para el crecimiento de frutos y flores. Incrementar el aporte de potasio en la dieta de los manzanos y las azaleas que tienen pocos frutos o florecen pobremente, hará que aumenten su número en la primavera siguiente. El potasio también ayuda a consolidar el crecimiento lento para preparar la planta para el invierno. Una insuficiencia de potasio en las especies que no florecen tiene como consecuencia la muerte en el invierno.
- P, fósforo: El fósforo es esencial para el desarrollo y buen funcionamiento de las raíces. Se usa habitualmente en concentraciones altas en plantas recién plantadas y planteles comerciales. Además facilita el engrosamiento de los troncos y las ramas. Ayuda a establecer las condiciones apropiadas para la producción del follaje y de los brotes de flor. También mejora la resistencia de las plantas al estrés y a las enfermedades. Un crecimiento débil y el color pálido pueden ser el resultado de un aporte excesivo, o incluso de carencia de fósforo.
- Oligoelementos: Conocidos también como micronutrientes que resultan esenciales para las plantas. Son hierro, cinc, cobre, boro, magnesio, cloro, calcio, molibdeno, azufre y manganeso. Todos ellos contribuyen a la salud general de los árboles y la falta de estos nutrientes se refleja carencia de lustre en la apariencia y un desarrollo lento. El follaje estará pálido y crecerá débil. Entre ellos, el azufre, el magnesio y el calcio son macronutrientes y se necesitan en mayores cantidades que los otros, que son los llamados micronutrientes.

### Poda
Se realizan de dos clases:

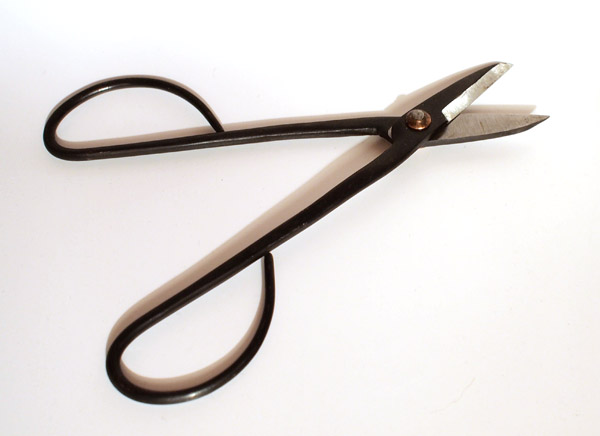
Tijeras de doble filo para pinzar

- Pinzado: también conocido como poda de mantenimiento, sirve para formar poco a poco el bonsái y para acentuar las formas deseadas. Para hacerlo se podan las ramitas cuando tienen 7 u 8 pares de hojas, cortando por encima de los 2 o 3 primeros pares de hojas. Se han de quitar las hojas amarillas y los brotes del tronco.
- Poda drástica o de formación: consiste en podar drásticamente para darle la forma deseada. La forma de poda más drástica es la que se realiza a los ejemplares en escoba: cuando se quiere crear este estilo se debe cortar el tronco con una navaja afilada en bisel o de forma cóncava para que las ramas que surjan lo hagan desde el mismo punto. Y para que estas crezcan hacia arriba conviene rodear el corte con un cartón opaco que sobresalga unos 5 cm para que las ramitas se dirijan hacia arriba disimulando la cicatriz. La herida del corte se debe untar con una pasta cicatrizante.

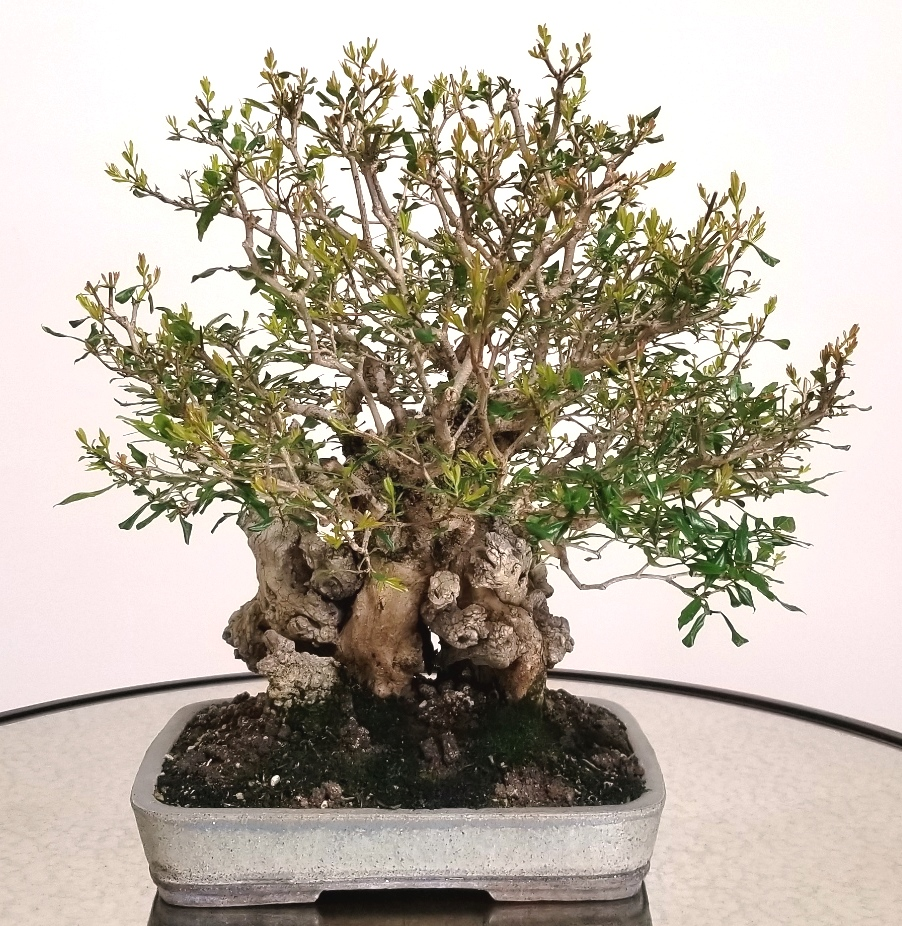
Granado como bonsái. Se estima la edad de este árbol en unos 125-175 años. Este bonsái ha recibido una reciente defoliación parcial, lo cual estimula la creación de ramaje mas fino, compacto y hojas de menor tamaño; se pueden observar los nuevos brotes surgiendo todo alrededor de la copa del árbol. Ejemplar recolectado en California, EE. UU..

### Defoliado
El defoliado consiste en desprender al bonsái de forma total (o parcial) de sus hojas. El defoliado solo debe efectuarse en aquellos bonsáis que muestran buena salud y con ello se consigue favorecer el desarrollo de ramas más finas y con el entrenudo más corto y hojas más pequeñas, si se realiza como complemento de otras técnicas (poda, pinzado, etc.) y con un cultivo expuesto al máximo de luz solar.

### Trasplante
Cuando la tierra se haya agotado (cada 2 o 3 años) es necesario trasplantarlos, dependiendo de la especie y situación de cada ejemplar. Se ha de recortar a la vez parte de las raíces y podar las ramas en una proporción similar. En general, suele hacerse al comienzo de la primavera, justo cuando las yemas están hinchadas pero los brotes aún no han abierto, cortando entre 1/3 y 2/3 de las raíces, aunque puede haber casos en los que no sea necesario. Hay dos clases de raíces: las de sostén y las de alimento. Se deben cortar las primeras. Estas pueden reconocerse porque son largas y más gruesas. Las de alimento son más finas y con pequeños filamentos parecidos a cabellos. Estas no se deben cortar. Esta operación es delicada y si no se está seguro de que el bonsái sobreviva es mejor no podar las raíces o consultar con un profesional. En cualquier caso, el volumen de raíces que dejemos debe ser 1/3 superior al volumen de copa o parte aérea.

### Musgo
El musgo es una parte decorativa opcional que aporta una textura sedosa a la superficie del suelo, aunque también es útil para mantener más la humedad en la tierra durante la época seca.
No obstante, aunque el musgo resulta agradable visualmente, es necesario que no cubra más del 50% de la superficie de la maceta para que las raíces puedan respirar adecuadamente y se pueda realizar un riego correcto observando la situación en la que se encuentra la superficie de la tierra. En ningún caso se debe cubrir parte del tronco.

## Clasificación general
Generalmente, los bonsáis son clasificados de acuerdo con su tamaño, apariencia, el número de troncos que crecen en una sola raíz, número de árboles plantados en un grupo o por el tipo de base en la que han sido plantados.
La clasificación por tamaños reconoce el hecho de que los bonsái pueden crecer donde sea, desde solo unos pocos centímetros  hasta 90 - 120 centímetros (no habitual) o más. Podrás leer que existen distintas categorías con nombres en japonés, aunque siempre pueden variar dependiente del país. A continuación la clasificación por medida:
- Shito o Keshitsubu bónsai miniatura por debajo de los 5 centímetros.
- Mame: entre 5 y 15 centímetros.
- Shohin menos de 25 centímetros.
- Komono o Kotate Mochi: entre 15 y 31 centímetros.
- Chumono: entre 30 y 60 centímetros.
- Omono: entre 60 y 120 centímetros.
- Hachi-Uye: bonsáis de más de 130 centímetros.

## Clasificación por estilo

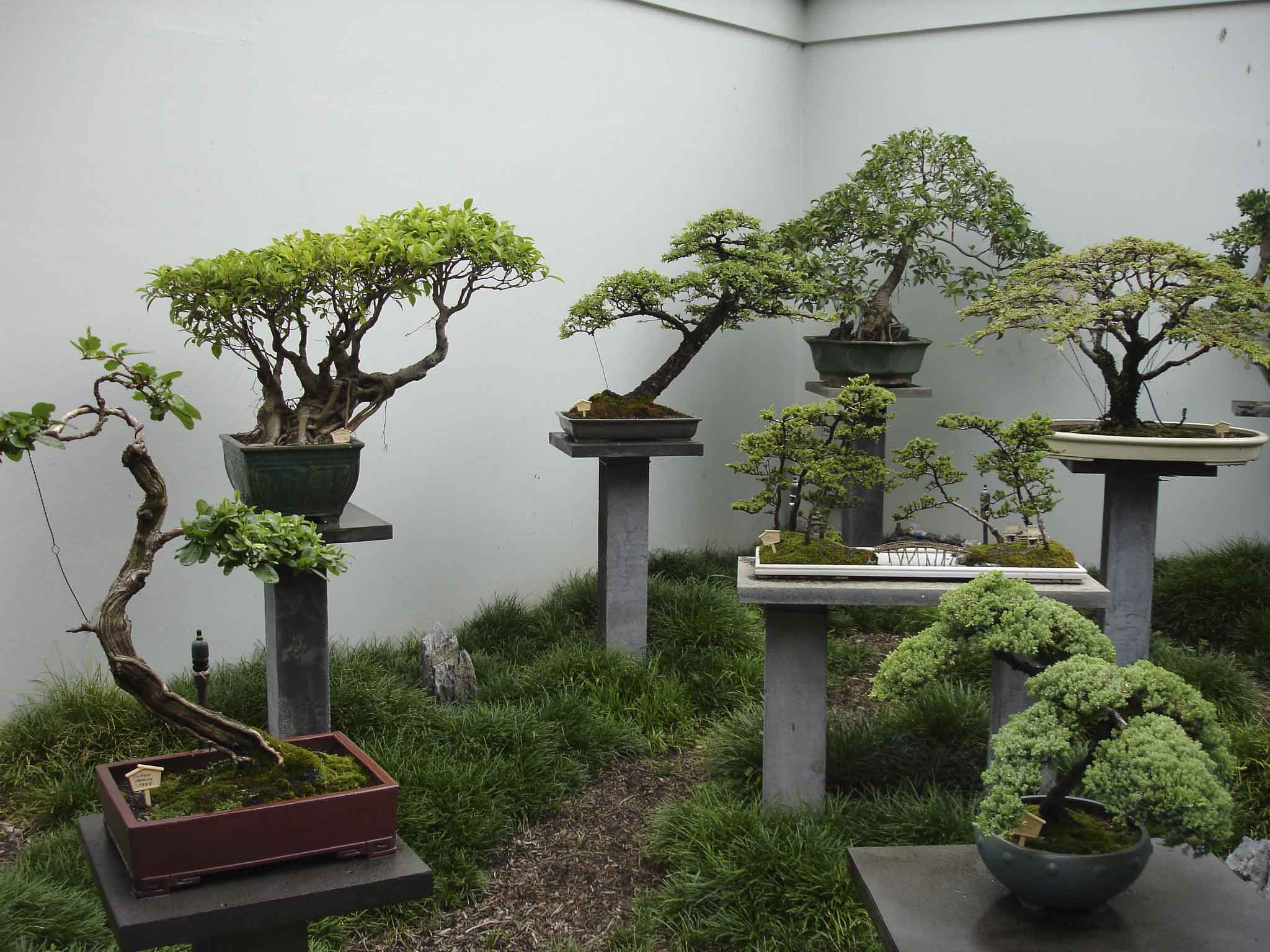
Árboles Bonsái con variedad de diferentes estilos en Sídney, Australia.

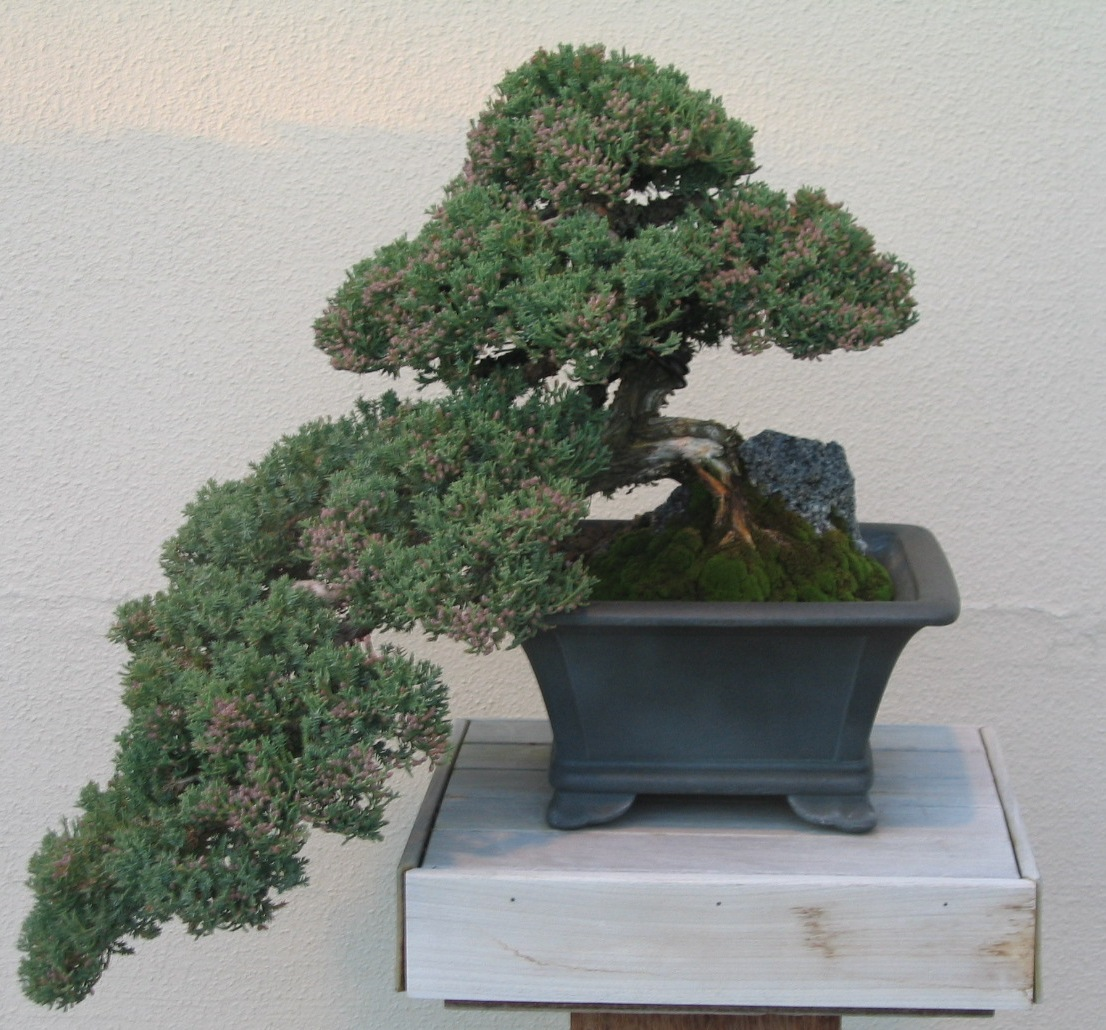
Juniperus recurva.

La forma y posición del tronco es otra forma de clasificar a los bonsái. Muchos de ellos pueden caer en las siguientes cinco clasificaciones: vertical formal (chokkan), vertical informal (moyogi), inclinado (shakan), semicascada (han-kengai), y cascada (Kengai). Formal e informal vertical, son los comúnmente estilizados.
- Chokkan (直幹?) - Es el clásico estilo vertical formal de tronco recto, con la usual silueta triangular.
- Moyogi (模様木?) - Estilo vertical informal donde se reconoce la silueta triangular pero el tronco es sinuoso.
- Shakan (斜幹?) - Estilo de tronco inclinado no más allá de 45°, reconocible la silueta triangular.
- Kengai (懸崖?) - Cascada, el ápice del tronco se encuentra claramente bajo el borde de la maceta. Es equivalente a un estilo vertical puesto cabeza abajo.
- Han Kengai (半懸崖?) - Semicascada, el ápice del árbol se encuentra debajo del límite superior del vaso pero por encima del fondo de este.
- Fukinagashi (吹流し?) - "Barrido por el viento". En este estilo se simula los árboles que han crecido en la cima de una montaña dominada por vientos fuertes que soplan siempre en la misma dirección. Toda la masa del árbol se encuentra inclinada hacia a un costado.
- Neagari (根上り?) - Raíces expuestas, usando cualquiera de los estilos de tronco descritos pero donde las raíces del árbol se encuentran visibles, usualmente sobre una roca (conociéndose como Ishitsuki en este caso). El tridente que se muestra en la primera imagen de este artículo corresponde a este estilo.
- Bunjin (文人?) - Busca simular la caligrafía oriental, es de origen chino y se caracteriza por tener un tronco muy esbelto y una copa casi nula (solamente en el ápice del mismo). También conocido como "Literati".
- Sokan - Estilo de doble tronco, uno más preponderante que el otro, o padre-hijo.
- Ikadabuki - Estilo balsa, son varias ramas que nacen de un mismo tronco semi-enterrado en el suelo longitudinalmente , y se trabajan como si fueran un conjunto de árboles.
- Yose-Ue - Plantación en bosque de varios ejemplares, siempre en número impar (excepto si son dos árboles únicamente). Todos los árboles en conjunto respetan las reglas de la triangularidad, pero también por separado deben mantenerla.
- Kabudachi - Tronco múltiple que nacen de un solo nebari, y se trabaja como si fuera un bosque.
- Hokidachi - Estilo "en escoba". Las ramas parten de un mismo punto del tronco y se disponen como en abanico hacia arriba.
- Sekijoju - El árbol o árboles se plantan sobre las oquedades de una roca.

Chokkan
Moyogi
Kengai
Han Kengai
Fukinagashi
Bunjin

## Jin y Shari
Uno de los efectos más llamativos que se puede dar a un bonsái para hacerle aparecer como un árbol viejo, es mediante el uso de las técnicas de trabajar la madera muerta del árbol, usando el Jin o el Shari. Estos se corresponden, respectivamente, al retiro de la corteza, el floema y el cámbium de una rama o de un parte del tronco para crear un área de madera muerta, la que idealmente debe ser tratada con una solución de polisulfuro de calcio para evitar el ataque de hongos y proporcionar un aspecto blanco-plata. Otra técnica de madera muerta es la del Sabamiki, en donde el tronco se ahueca e incluso se divide como si se hubiera partido en dos.

## Colecciones públicas de bonsáis
Colecciones de bonsáis abiertas para todo público, en ciudades de todo el mundo.

### España

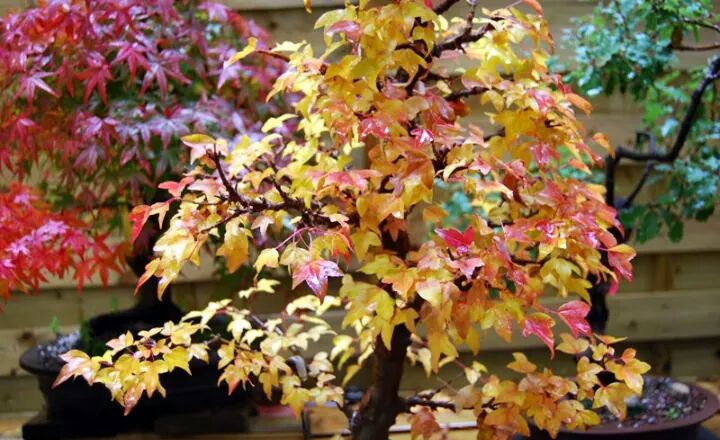
Arce en otoño

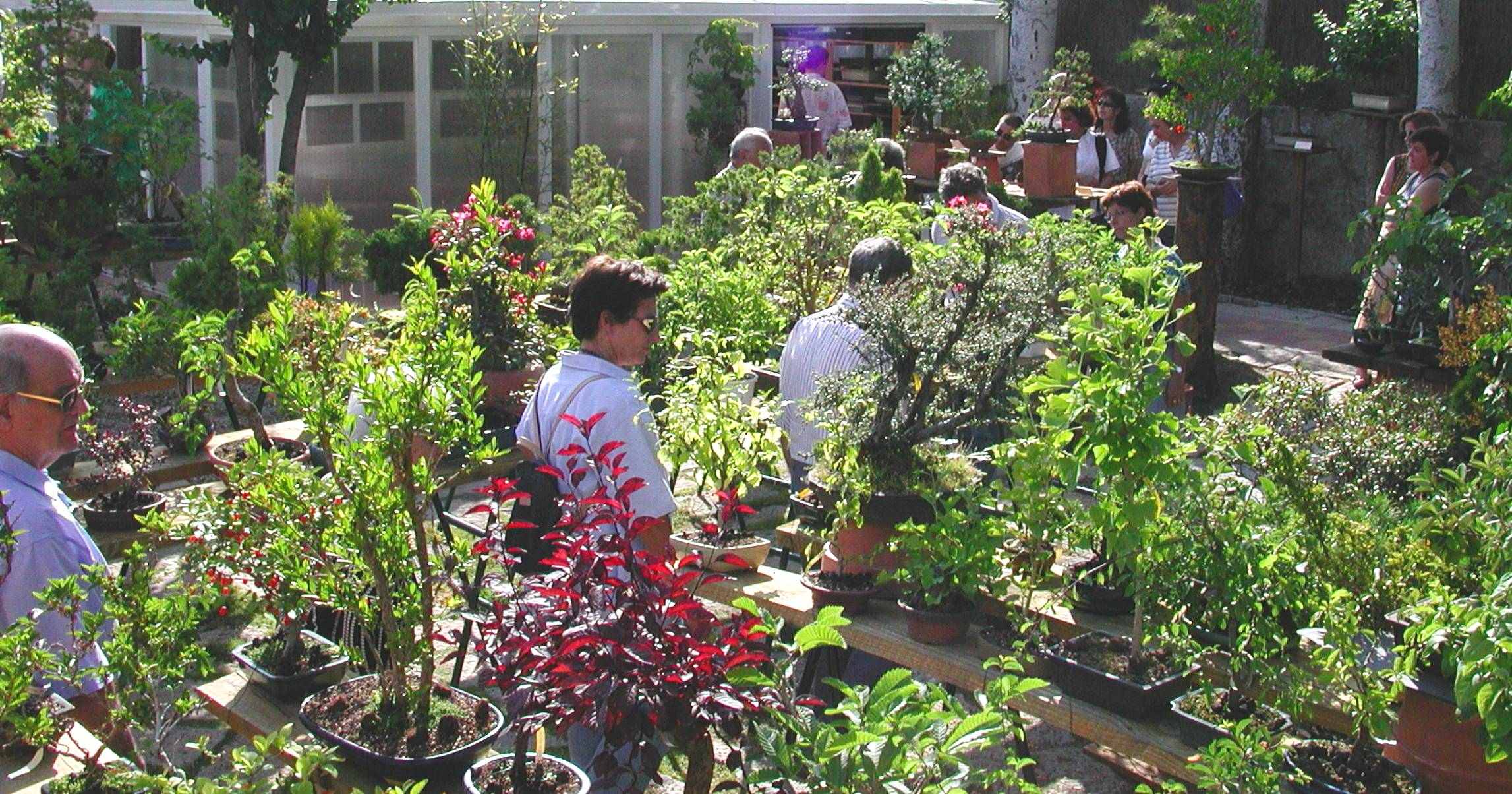
Vivero de Bonsái

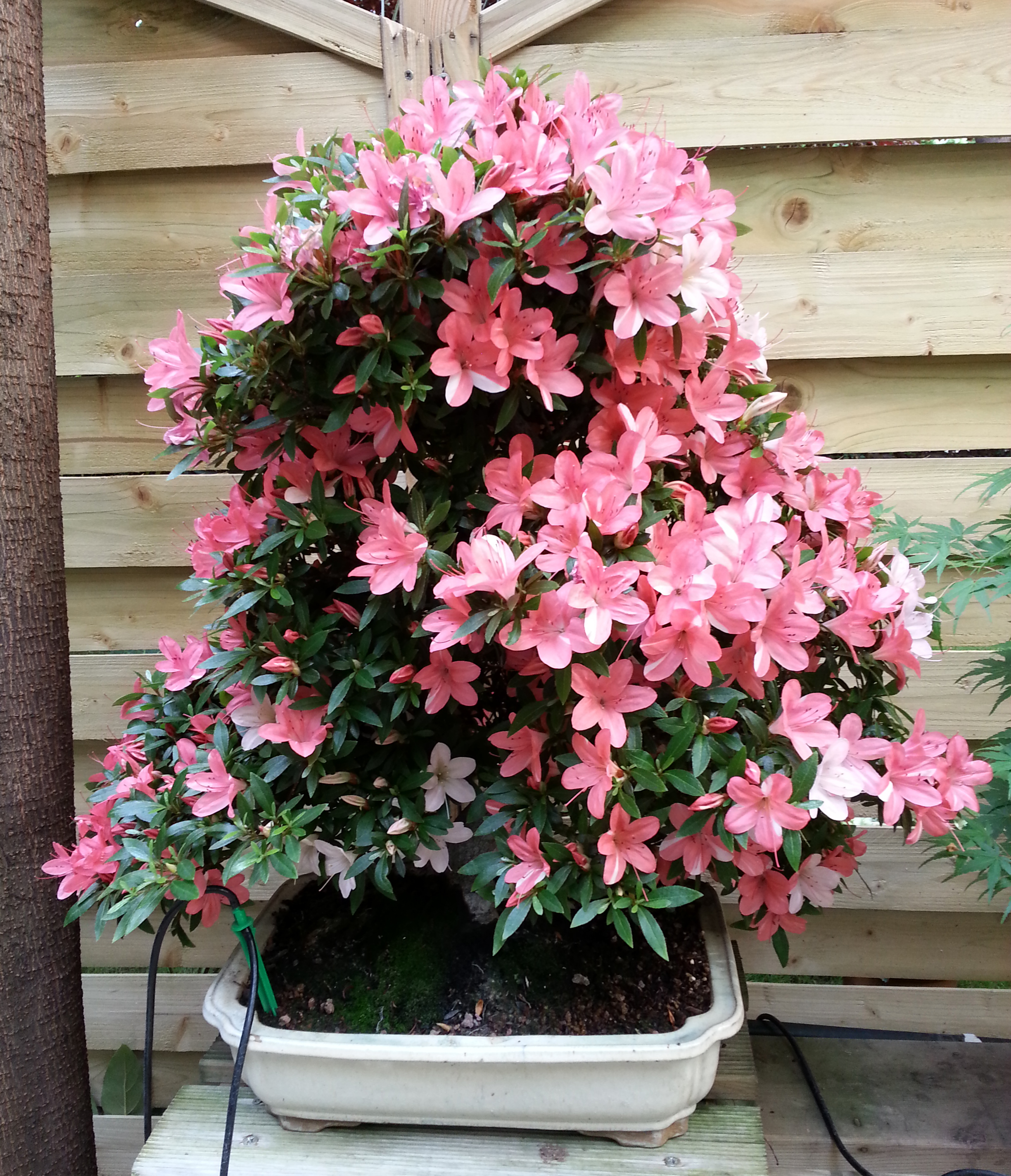
Azalea satsuki en primavera.

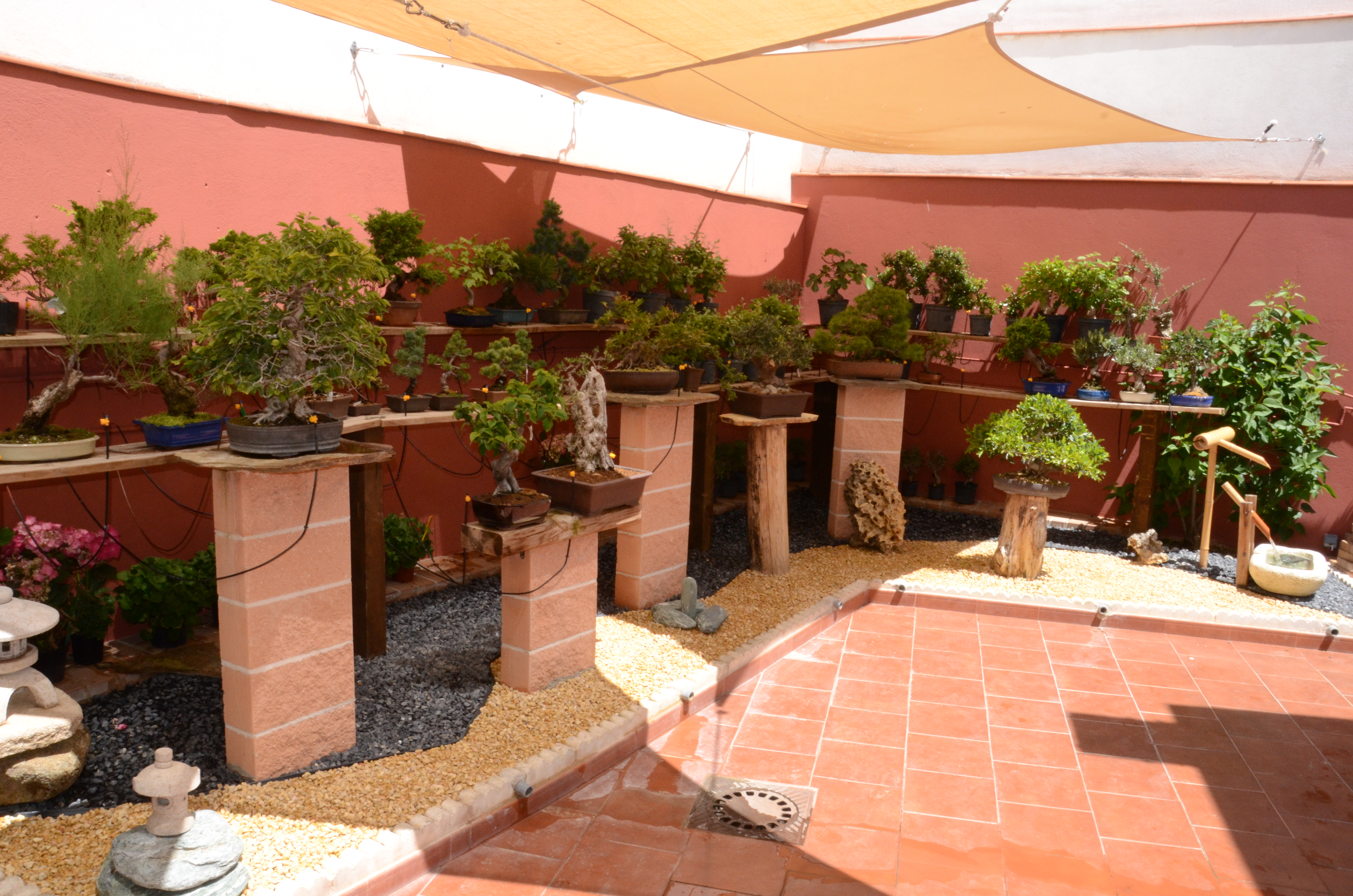
Exposición de Bonsáis

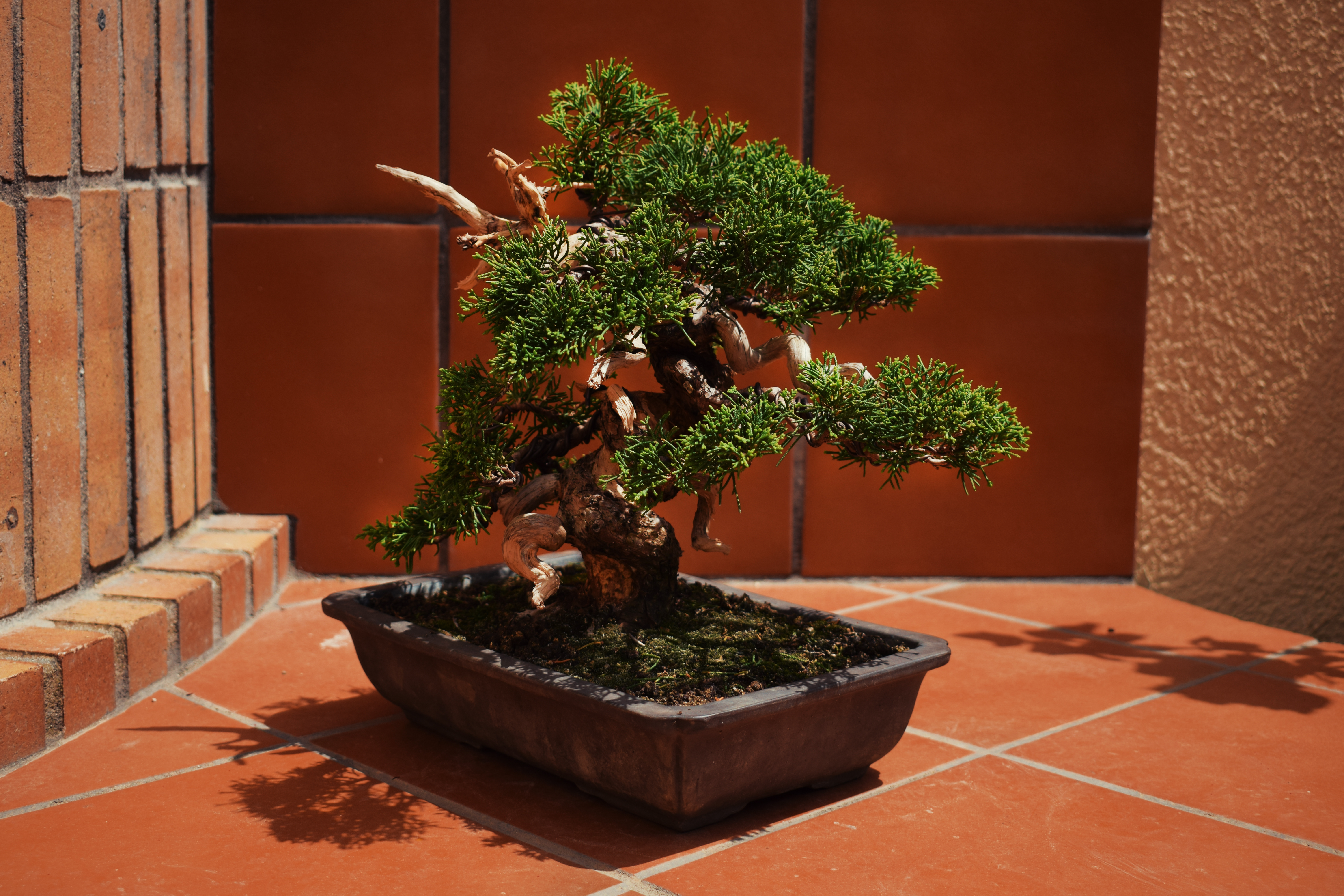
Bonsái Juniperus con Jins

- Cataluña: Mistral Bonsái, ubicada en Camarles (Tarragona), alberga la mayor exposición de bonsáis de Europa.
- Cataluña: El Museo del Bonsái, en Les Cloquelles del más Cornell (Gerona), dispone de una exposición de bonsáis y cerámica.
- Castilla y León: Museo del Bonsái, Villagonzalo Pedernales es el primer museo permanente de Bonsái de Castilla y León.
- Comunidad autónoma de Andalucía: Jardín-Museo del Bonsái en Almuñécar (Granada). Bonsái Granada, ubicado en Granada capital, y con una exposición muy numerosa de ejemplares.
- Comunidad autónoma de Canarias: el Centro de Bonsái el Valle (Gran Canaria), situado en Teror. Es un centro que cuenta con árboles propios en exposición.
- Comunidad de Madrid: Laos Garden, en Las Matas, Las Rozas de Madrid, en la Comunidad de Madrid, con una exposición permanente con especies tanto de importación japonesa como autóctonas. Además cuentan con Óscar Ruiz, especialista en macetas para bonsái.
- Comunidad de Madrid: Bonsái Colmenar, de Carlos Lázaro, en Colmenar Viejo, en la Comunidad de Madrid, con una exposición con más de un centenar de especies diferentes. La entrada es libre y se pueden hacer fotos pidiendo permiso al dueño.
- Comunidad de Madrid: Bonsaikido, de José Manuel Blázquez, tienda y escuela de bonsái en pleno centro de la capital, en Madrid, con exposición de los bonsáis que se pueden cultivar en la Comunidad de Madrid.
- Comunidad de Madrid: Bonsáis La Perla, en Villarejo de Salvanés, exposición permanente de bonsái. Gran cantidad de especies tanto mediterráneas como japonesas y tropicales.
- Comunidad de Madrid: David Benavente Estudio de Bonsái dispone de 1500 m² dedicados al bonsái en Galapagar.
- Comunidad de Madrid: el Museo del Bonsái de Parla posee una exposición Municipal y jardín.
- Comunidad de Madrid: el Museo Municipal de Bonsáis de Alcobendas gestionado por Luis Vallejo con una de las mejores colecciones de Europa.
- Comunidad de Madrid: el Real Jardín Botánico de Madrid posee una exposición de bonsáis.
- Comunidad Valenciana: Medibonsai, Germán Gómez en La Pobla Llarga de Valencia tiene una gran colección de bonsáis.
- Galicia: Kingii, en Bembibre La Coruña, propiedad de Alberto Baleato, dispone de tienda y una colección de bonsái autóctonos y de importación.
- País Vasco: Bonsái Center Sopelana de Beti Andrés, en Sopelana, Vizcaya.
- País Vasco: Escuela de Bonsái David Quintana, en Nanclares de la Oca dispone de una gran colección de bonsáis autóctonos.
- País Vasco: Irún Bonsái, ubicada en Irún (Guipúzcoa), de Javier Lumbreras dispone de una exposición y tienda permanente de bonsáis.

### Europa
- Alemania: Centro Bonsái Heidelberg exhibición permanente desde 2000.
- Bélgica: Museo Bonsái en el Centro Gingko, en Larne organiza competiciones internacionales y workshops.
- Italia: la firma Crespi Bonsái tiene una competición internacional, la Copa Crespi, cada año en el Museo Bonsái en Milán.
- Reino Unido: los Jardines Botánicos e Invernáculos de Birmingham tienen una colección rotativa de 25 bonsái por vez, y ocasionalmente ofrecen talleres de cuidados para bonsái.

### América
- Argentina: Jardín Japonés de Buenos Aires.
- Canadá: el Jardín Botánico de Montreal tiene una bellísima colección de interior de bonsái.
- Chile: existen dos jardines japoneses en la ciudad de Santiago, uno donado por la embajada de Japón en ese país.
- Colombia: el centro comercial San Diego, en Medellín, realiza cada año en la Feria de las Flores una exposición de bonsái.
- Ecuador: Jardín Botánico de Guayaquil y Jardín Botánico de Quito.
- Estados Unidos de América: Museo Nacional del Bonsái y el Penjing en Washington D. C..
- Estados Unidos de América: Pacific Bonsai Museum, Federal Way, Washington State.
- México: Museo de Bonsái Tatsugoro (Fortín de las Flores, Veracruz).
- México: Museo Tanryu-ji (Puebla).
- México: Palacio Municipal de la ciudad de Tijuana (Baja California).
- México: Jardín Botánico de Culiacán (Culiacán, Sinaloa).
- República Dominicana: el Jardín Botánico Nacional realiza anualmente una exposición de bonsáis.
- Honduras: Plantas Tropicales de Honduras. (Tegucigalpa y San Pedro Sula)
- Uruguay: Jardín Japonés, detrás del Museo Blanes (Montevideo).
- Venezuela: La Sociedad Venezolana de Bonsái, con 40 años, la más antigua de Latinoamérica.

### Asia/Oceanía
- Australia: admisión gratis en el Jardín Botánico Brisbane, la Casa Bonsái tiene 100 árboles, algunos de 80 años.
- China: Jardines Botánicos en Beijing.
- Corea del Sur: el Jardín de bonsái más grande del mundo, Bunjae Artpia, muy atractivo en Cheju Island, con una muestra de 2000 bonsáis.
- Indonesia: Centro Pluit Bonsái en Yakarta enorme centro de ventas y mercadeo para jardineros.
- Japón: En la ciudad de Omiya, cerca de Tokio, hay una villa de artesanos del bonsái con más de media docena de viveros de bonsái, en los que se pueden ver más de 10 000 bonsái.
- Singapur: miles de bonsái se muestran en Jardines Chinos y Japoneses en dos islas en el Lago Jurong.